# Ahwiaa
Ahwiaa – miasto w Ghanie, w regionie Aszanti.